# Micromantis glauca
Micromantis glauca är en bönsyrseart som beskrevs av Henri Saussure 1870. Micromantis glauca ingår i släktet Micromantis och familjen Iridopterygidae. Inga underarter finns listade i Catalogue of Life.